# کارآگاه زامبی
کارآگاه زامبی (کره‌ای: 좀비탐정; لاتین‌نویسی اصلاح‌شده: Jombitamjeong) یک مجموعهٔ تلویزیونی کره جنوبی سال ۲۰۲۰ در ژانر فانتزی با بازی چوی جین-هیوک و پارک جو-هیون است. این مجموعه توسط کی‌بی‌اس دراما پروداکشن و ره‌مونگ‌ره‌این تولید شده‌است و از ۲۱ سپتامبر تا ۲۷ اکتبر ۲۰۲۰ روزهای دوشنبه و سه‌شنبه ساعت ۲۱:۳۰ (کی‌اس‌تی) از کی‌بی‌اس۲ پخش شد. این مجموعه داستان یک زامبی و یک نویسنده که برای حل جنایات باهم متحد شدند را روایت می‌کند.

## بازیگران

### اصلی
- چوی جین-هیوک در نقش کیم مو یونگ / کانگ مین هو
- پارک جو-هیون در نقش گونگ سون جی
- کوان هوا-وون در نقش چا دو هیون

## تولید
کی‌بی‌اس تصاویر اولین جلسه فیلمنامه خوانی را در ۲۲ ژوئیه ۲۰۲۰ منتشر کرد.

## جوایز و نامزدی‌ها
| سال  | مراسم جوایز                 | دسته              | گیرنده            | نتیجه | منابع |
| ---- | --------------------------- | ----------------- | ----------------- | ----- | ----- |
| ۲۰۲۰ | هجدهمین جوایز درامای کی‌بی‌اس | جایزه بهترین چالش | تیم کارآگاه زامبی | برنده | [ ۷ ] |